# Stefan Horngacher
Stefan Horngacher, né le 20 septembre 1969 à Wörgl, est un sauteur à ski autrichien.
Il gagne deux médailles de bronze olympiques en 1994 et 1998 par équipes. Il remporte au total deux titres mondiaux par équipes en 1991 et 2001.

## Biographie
Il fait ses débuts en Coupe du monde en 1988 à Innsbruck et obtient son premier podium en 1991 à Garmisch-Partenkirchen. Un mois plus tard, il gagne au tremplin de vol à ski à Tauplitz, ce qui l'aide à finir deuxième du classement du vol à ski en fin de saison. Au classement général, il se place quatrième, ce qui est également son meilleur résultat. Il remporte un deuxième concours huit ans plus tard à Zakopane.
Horngacher a remporté la médaille de bronze au concours par équipes aux Jeux olympiques de Lillehammer 1994 et de Nagano en 1998. Il a également concouru aux Jeux olympiques d'hiver de 2002 à Salt Lake City, son meilleur résultat étant quatrième dans l'épreuve par équipes, en plus d'une cinquième place au grand tremplin, son meilleur résultat individuel aux jeux. Aux Championnats du monde 1991, il a remporté la médaille d'or dans l'épreuve par équipes en grand tremplin, ajoutant trois autres médailles de bronze au cours des dix années suivantes (1993, 1999 et 2001). Il a également remporté l'or dans l'épreuve par équipe en tremplin normal en 2001.
Après avoir pris sa retraite du sport en 2002, il est devenu entraîneur de saut à ski, s'occupant notamment des juniors à Hinterzarten, en Allemagne, et entraîneur de l'équipe nationale polonaise depuis 2016.
- Tournée des quatre tremplins 2016-2017, 1re place et 2e place.
- Championnats du monde de ski nordique 2017, concours par équipes : médaille d'or
- Entraîneur de l'année 2017 en Pologne[2].
- Tournée des quatre tremplins 2017-2018 : classement général et quatre victoires consécutives.

Il prend ensuite charge de l'équipe nationale allemande en 2019.

## Palmarès

### Jeux olympiques
| Épreuve / Édition | Lillehammer 1994 | Nagano 1998 | Salt Lake City 2002 |
| Petit tremplin    | 12e              | 10e         | 11e                 |
| Grand tremplin    | 19e              | 60e         | 5e                  |
| Par équipes       | Bronze           | Bronze      | 4e                  |

### Championnats du monde
| Épreuve / Édition | Épreuve / Édition | Val di Fiemme 1991 | Falun 1993 | Trondheim 1997 | Ramsau 1999 | Lahti 2001 |
| Petit tremplin    | Petit tremplin    | 22e                | 9e         | 19e            | 16e         | 4e         |
| Grand tremplin    | Grand tremplin    | 5e                 | 13e        | 14e            | 7e          | 5e         |
| Par équipes       | PT                |                    |            |                |             | Or         |
| Par équipes       | GT                | Or                 | Bronze     | 4e             | Bronze      | Bronze     |

 * PT : Petit tremplin ; GT : Grand tremplin

### Championnats du monde de vol à ski
| Épreuve / Édition | Harrachov 1992 | Kulm 1996 | Oberstdorf 1998 | Vikersund 2000 |
| Individuel        | 25e            | 29e       | 18e             | 21e            |

### Coupe du monde
- Meilleur classement général : 4e en 1991.
- 16 podiums individuels, dont 2 victoires.
- 12 podiums par équipes, dont 4 victoires par équipes.

### Victoires par saison
| Année | Lieu               |
| 1991  | Kulm (Autriche)    |
| 1999  | Zakopane (Pologne) |